# 菲海雷納納河
23°18′35″S 43°37′50″E / 23.30972°S 43.63056°E
菲海雷納納河，是馬達加斯加的河流，位於該國南部，由阿齊莫-安德列發那區負責管轄，河道全長200公里，流域面積7,500平方公里，最終注入印度洋。